# Sematophyllum hermaphroditum
Sematophyllum hermaphroditum là một loài rêu trong họ Sematophyllaceae. Loài này được (Müll. Hal.) Besch. mô tả khoa học đầu tiên năm 1873.